# Astrid Krag
Astrid Krag Kristensen, född 17 november 1982 i Vejle, Danmark är en  politiker och tidigare social- och äldreminister. Hon har suttit i Folketinget seden 13 november 2007, först för Socialistisk Folkeparti och sedan 30 januari 2014 för Socialdemokratiet,. Hon tillträdde 3 oktober 2011 som minister för hälsa och förebyggande åtgärder i regeringen Helle Thorning-Schmidt I och den 27 juni 2019 som social- och inrikesminister i regeringen Mette Frederiksen I, där hon också satt i ekonomiutskottet. Den 21 januari 2021 blev hon vid en mindre regeringsombildning utnämnd till social- och äldreminister.

## Bakgrund
Krag är född i Vejle som dotter till författaren Ole Jakob Krag Kristensen och gymnasielärare Åse Fogh Pedersen. Hon tog studenten vid Tørring amtsgymnasium 2001 och började studera statsvetenskap vid Köpenhamns universitet 2003. Hon var inskriven där till 2007, men tog ingen examen. Hon arbetade som pedagogisk assistent på Frederiksberg sjukhusdaghem 2001-2002 och 2003 till 2005 var hon studentassistent på Social- og Sundhedsskolen i Köpenhamn. Under 2007 jobbade hon som hemsamarit vid Sundparken på Amager.
Hon lever sedan 2003 tillsammans med rapparen Andreas Seebach. De har tre barn tillsammans och bor på Amager. Hon är inte släkt med tidigare statsminister Jens Otto Krag.

## Politisk karriär
Krag var vid folketingsvalet 2001 kandidat för Socialistisk Folkeparti i Vejlekretsen, men blev inte vald. Hon var mellan 2005 och 2007 ordförande för Socialistisk Folkepartis Ungdom. Mellan 24 och 30 oktober 2006 satt hon temporärt i Folketinget som ersättare för Villy Søvndal.
Vid folketingsvalet 2007 valdes hon för första gången in i Folketinget i Roskildekretsen (en del av Själlands storkrets) med 3 667 personröster. Hon blev ordförande för utskottet för integration, asyl och naturalisering och för äldreområdet. Vid Folketingsvalet 2011 valdes hon in för SF med 6 469 personröster och tillträdde den 3 oktober 2011 som hälsominister i Regeringen Helle Thorning-Schmidt I. Efter att Villy Søvndal 7 september 2012 offentliggjort att han drog sig tillbaka som partiledare ställde Astrid Krag upp om kandidat den 12 september, men förlorade valet till Annette Wilhelmsen. I valet fick hon 2 493 röster (34 %) mot Vilhelmsens 4 793 röster (66 %).

I februari 2014 ansökte Krag om få ingå i den socialdemokratiska folketingsgruppen. Detta skedde i efter att SF beslutat att dra sig ur regeringen. Astrid skrev i samband med detta på sin Facebook-sida: 
Jeg har været medlem af SF i mere end halvdelen af mit liv. Men når jeg ser nøgternt på diskussionerne i det parti, som er årsag til, at SF's formand nu må trække stikket for regeringsdeltagelsen, så står det helt klart: Det er ikke opbakning til at føre den form for venstreorienteret politik, jeg gik til valg på
Krag tillhörde gruppen i SF, som även kallades "arbejderisterne". Flera andra, som var en del av denna riktning i SF gick även de senare över till Socialdemokratiet, bland andra Thor Möger, Mattias Tesfaye och Jesper Petersen. I februari 2014 blev Astrid Krag ordförande i äldreutskottet och för Folketingets Europarådsdelegation och från augusti 2014 var hon ordförande i skatteutskottet fram till valet i juni 2015.
Ved Folketingsvalet 2015 ställde Krag upp i Grevekretsen och blev för första gången vald in i Folketinget för Socialdemokratiet när hon fick 14 898 personröster i Själlands storkretsen. Hon blev vald in på det andra mandatet av de åtta som Socialdemokratiet fick i storkretsen. Vid Folketingsvalet 2019 fick hon 17 810 personröster i Själlands storkrets och var därmed den socialdemokrat som gick fjärde flest personröster efter Mette Fredriksen, Nicolai Wammen och Magnus Heunicke. Den 27 juni 2019 presenterade Mette Fredriksen sin regering med Krag som social- och inrikesminister. Hon blev även ledamot i ekonomiutskottet. Den 21 januari 2021 blev hon istället social- och äldreminister. Hon har ingen ministerpost i regeringen Mette Frederiksen II.